# Sport-Verein Werder von 1899 1991-1992
Questa voce raccoglie le informazioni riguardanti lo Sport-Verein Werder von 1899 nelle competizioni ufficiali della stagione 1991-1992.

## Stagione
Nella stagione 1991-1992 il Werder Brema, allenato da Otto Rehhagel, concluse il campionato di Bundesliga al 9º posto. In Coppa di Germania il Werder Brema fu eliminato in semifinale dall'Hannover 96. In Supercup il Werder Brema fu eliminato al finale dal Kaiserslautern. In Coppa delle coppe il Werder Brema vinse la finale con il Monaco.

## Rosa
| N. |                     | Ruolo | Calciatore         |
| -- | ------------------- | ----- | ------------------ |
| 18 | Germania (bandiera) | A     | Frank Neubarth     |
| 21 | Germania (bandiera) | C     | Lars Unger         |
|    | Germania (bandiera) | P     | Oliver Reck        |
|    | Germania (bandiera) | P     | Jürgen Rollmann    |
|    | Germania (bandiera) | D     | Manfred Bockenfeld |
|    | Germania (bandiera) | D     | Ulrich Borowka     |
|    | Norvegia (bandiera) | D     | Rune Bratseth      |
|    | Germania (bandiera) | D     | Jonny Otten        |
|    | Germania (bandiera) | D     | Gunnar Sauer       |
|    | Germania (bandiera) | D     | Thomas Schaaf      |
|    | Germania (bandiera) | D     | Andree Wiedener    |
|    | Germania (bandiera) | D     | Markus Witossek    |
|    | Germania (bandiera) | C     | Marco Bode         |

| N. |                          | Ruolo | Calciatore      |
| -- | ------------------------ | ----- | --------------- |
|    | Germania (bandiera)      | C     | Dieter Eilts    |
|    | Germania (bandiera)      | C     | Uwe Harttgen    |
|    | Germania (bandiera)      | C     | Günter Hermann  |
|    | Germania (bandiera)      | C     | Thorsten Legat  |
|    | Germania (bandiera)      | C     | Miroslav Votava |
|    | Germania (bandiera)      | C     | Thomas Wolter   |
|    | Germania (bandiera)      | A     | Klaus Allofs    |
|    | Germania (bandiera)      | A     | Marinus Bester  |
|    | Germania (bandiera)      | A     | Stefan Kohn     |
|    | Nuova Zelanda (bandiera) | A     | Wynton Rufer    |
|    | Paesi Bassi (bandiera)   | A     | Arie van Lent   |
|    | Germania (bandiera)      | A     | Kay Wenschlag   |

## Organigramma societario
Area tecnica
- Allenatore: Otto Rehhagel
- Allenatore in seconda: Karl-Heinz Kamp
- Preparatore dei portieri:
- Preparatori atletici:

## Calciomercato

### Sessione estiva
| Acquisti | Acquisti       | Acquisti                | Acquisti |
| R.       | Nome           | da                      | Modalità |
| -------- | -------------- | ----------------------- | -------- |
| A        | Stefan Kohn    | Bochum                  |          |
| C        | Thorsten Legat | Bochum                  |          |
| C        | Lars Unger     | Werder Brema (juniores) |          |
| A        | Kay Wenschlag  | BSG Rotation Berlin     |          |

| Cessioni | Cessioni      | Cessioni    | Cessioni |
| R.       | Nome          | a           | Modalità |
| -------- | ------------- | ----------- | -------- |
| C        | Oliver Freund | Hannover 96 |          |

### Sessione invernale
| Acquisti | Acquisti | Acquisti | Acquisti |
| R.       | Nome     | da       | Modalità |
| -------- | -------- | -------- | -------- |

| Cessioni | Cessioni | Cessioni | Cessioni |
| R.       | Nome     | a        | Modalità |
| -------- | -------- | -------- | -------- |

## Risultati

### Bundesliga

#### Girone di andata
| Arbitro: | Weber |

|           |           |             |
| Rufer 78’ | Marcatori | 29’ Laudrup |

| Arbitro: | Fux |

|               |           |            |
| Mill 68’, 73’ | Marcatori | 79’ Allofs |

| Arbitro: | Merk |

|          |           |              |
| Bode 49’ | Marcatori | 54’ Buchwald |

| Arbitro: | Neuner |

|  |           |                       |
|  | Marcatori | 48’ Bode 76’ Neubarth |

| Arbitro: | Best |

|                      |           |                            |
| Harttgen 4’ Bode 52’ | Marcatori | 46’ (rig.) Schupp 75’ Fink |

| Leverkusen 27 agosto 1991, ore 20:00 CEST 6ª giornata | Bayer Leverkusen | 0 – 0 referto | Werder Brema | Ulrich-Haberland-Stadion (12 000 spett.)\| Arbitro: \| Gläser \| |
| Arbitro:                                              | Gläser           |               |              |                                                                  |

| Arbitro: | Strigel |

|                                                       |           |            |
| Bode 10’, 76’ Kohn 17’ Gielchen 27’ (aut.) Allofs 89’ | Marcatori | 15’ Lyutiy |

| Arbitro: | Aust |

|                            |           |           |
| Schmidt 43’ Schütterle 55’ | Marcatori | 45’ Rufer |

| Arbitro: | Dardenne |

|                             |           |            |
| Tattermusch 48’ Vollmer 76’ | Marcatori | 16’ Allofs |

| Arbitro: | Steinborn |

|         |           |  |
| Bode 8’ | Marcatori |  |

| Düsseldorf 28 settembre 1991, ore 15:30 CEST 11ª giornata | Fortuna Düsseldorf | 0 – 0 referto | Werder Brema | Rheinstadion (13 000 spett.)\| Arbitro: \| Boos \| |
| Arbitro:                                                  | Boos               |               |              |                                                    |

| Arbitro: | Habermann |

|                        |           |              |
| Neubarth 36’ Legat 50’ | Marcatori | 88’ Borodjuk |

| Arbitro: | Krug |

|                         |           |              |
| Scholz 13’ Gütschow 15’ | Marcatori | 57’ Neubarth |

| Arbitro: | Fröhlich |

|                                  |           |  |
| Neubarth 19’ Allofs 21’ Bode 75’ | Marcatori |  |

| Arbitro: | Schmidhuber |

|                                              |           |  |
| Fuchs 6’ Heldt 41’, 83’ Banach 43’ Sturm 88’ | Marcatori |  |

| Arbitro: | Neuner |

|  |           |                            |
|  | Marcatori | 58’ Hotić 61’ (rig.) Kuntz |

| Arbitro: | Löwer |

|  |           |             |
|  | Marcatori | 22’ Hermann |

| Arbitro: | Führer |

|            |           |  |
| Allofs 81’ | Marcatori |  |

| Arbitro: | Assenmacher |

|               |           |  |
| Weidemann 30’ | Marcatori |  |

#### Girone di ritorno
| Arbitro: | Steinborn |

|                                  |           |                                        |
| Mazinho 53’, 89’ Reck 67’ (aut.) | Marcatori | 7’ Rufer 32’ Bode 52’ Kohn 85’ Borowka |

| Arbitro: | Amerell |

|  |           |           |
|  | Marcatori | 34’ Lusch |

| Arbitro: | Aust |

|               |           |            |
| Frontzeck 76’ | Marcatori | 65’ Allofs |

| Brema 8 febbraio 1992, ore 15:30 CET 23ª giornata | Werder Brema | 0 – 0 referto | Borussia M'gladbach | Weserstadion (15 700 spett.)\| Arbitro: \| Boos \| |
| Arbitro:                                          | Boos         |               |                     |                                                    |

| Arbitro: | Strigel |

|  |           |              |
|  | Marcatori | 68’ Neubarth |

| Arbitro: | Heynemann |

|           |           |             |
| Legat 11’ | Marcatori | 18’ Kirsten |

| Duisburg 28 febbraio 1992, ore 19:30 CET 26ª giornata | Duisburg | 0 – 0 referto | Werder Brema | Wedaustadion (15 500 spett.)\| Arbitro: \| Albrecht \| |
| Arbitro:                                              | Albrecht |               |              |                                                        |

| Brema 7 marzo 1992, ore 15:30 CET 27ª giornata | Werder Brema | 0 – 0 referto | Karlsruhe | Weserstadion (12 100 spett.)\| Arbitro: \| Ziller \| |
| Arbitro:                                       | Ziller       |               |           |                                                      |

| Arbitro: | Löwer |

|          |           |                                   |
| Kohn 78’ | Marcatori | 18’ Schwartz 43’ Moutas 83’ Marin |

| Rostock 21 marzo 1992, ore 15:30 CET 29ª giornata | Hansa Rostock | 0 – 0 referto | Werder Brema | Ostseestadion (12 000 spett.)\| Arbitro: \| Führer \| |
| Arbitro:                                          | Führer        |               |              |                                                       |

| Arbitro: | Berg |

|               |           |               |
| Bode 42’, 85’ | Marcatori | 82’ Schuberth |

| Gelsenkirchen 4 aprile 1992, ore 15:30 CEST 31ª giornata | Schalke 04 | 0 – 0 referto | Werder Brema | Parkstadion (40 100 spett.)\| Arbitro: \| Amerell \| |
| Arbitro:                                                 | Amerell    |               |              |                                                      |

| Arbitro: | Weber |

|                    |           |  |
| Bode 42’ Eilts 79’ | Marcatori |  |

| Arbitro: | Stenzel |

|                                  |           |                    |
| Dressel 54’ Heinemann 90’ (rig.) | Marcatori | 49’ Bode 70’ Rufer |

| Arbitro: | Best |

|          |           |                                    |
| Kohn 73’ | Marcatori | 28’ Fuchs 55’ Sturm 64’ Ordenewitz |

| Arbitro: | Prengel |

|                       |           |                       |
| Funkel 39’ Scherr 82’ | Marcatori | 44’ Wolter 70’ Allofs |

| Arbitro: | Albrecht |

|          |           |         |
| Kohn 20’ | Marcatori | 58’ Eck |

| Arbitro: | Löwer |

|                       |           |                      |
| Möller 21’ Yeboah 82’ | Marcatori | 77’ Rufer 79’ Allofs |

| Arbitro: | Aust |

|          |           |                     |
| Kohn 38’ | Marcatori | 59’, 70’, 76’ Golke |

### Coppa di Germania
| Arbitro: | Föckler |

|                        |           |           |
| Rufer 3’ Kohn 28’, 30’ | Marcatori | 7’ Furtok |

| Arbitro: | Albrecht |

|            |           |                                    |
| Schütz 77’ | Marcatori | 28’ Kohn 51’ Allofs 59’ Bockenfeld |

| Arbitro: | Föckler |

|                                 |           |             |
| Neubarth 14’, 37’ Kohn 86’, 88’ | Marcatori | 5’ Maucksch |

| Arbitro: | Stenzel |

|                              |           |  |
| Harttgen 17’ Kohn 66’ (rig.) | Marcatori |  |

| Arbitro: | Habermann |

|                                                           |                      |                                               |
| Koch 95’                                                  | Marcatori            | 97’ Bratseth                                  |
| Đelmaš Surmann Wójcicki Sirocks Freund Schjønberg Sievers | Tiri di rigore 6 – 5 | Kohn Rufer Bratseth Legat Borowka Wolter Bode |

### Supercoppa di Germania
| Arbitro: | Heynemann |

|  |           |           |
|  | Marcatori | 89’ Rufer |

| Arbitro: | Wiesel |

|                            |           |           |
| Degen 27’, 65’ Winkler 90’ | Marcatori | 88’ Rufer |

### Coppa delle Coppe
| Arbitro: | Marko |

|  |           |                                                         |
|  | Marcatori | 9’, 13’, 31’ Rufer 63’ Bratseth 78’ Votava 80’ Neubarth |

| Arbitro: | Kelly |

|                                             |           |  |
| Kohn 6’, 17’ Eilts 9’ Bratseth 66’ Bode 71’ | Marcatori |  |

| Arbitro: | Syme |

|                              |           |                  |
| Neubarth 28’, 40’ Allofs 33’ | Marcatori | 35’, 73’ Lipcsei |

| Arbitro: | Halle |

|  |           |          |
|  | Marcatori | 48’ Bode |

| Arbitro: | Listkiewicz |

|                     |           |             |
| Kohn 79’ Bester 85’ | Marcatori | 33’ Kosecki |

| Istanbul 18 marzo 1992, ore CET Quarti di finale | Galatasaray | 0 – 0 referto | Werder Brema | Ali Sami Yen (35 000 spett.)\| Arbitro: \| Nielsen \| |
| Arbitro:                                         | Nielsen     |               |              |                                                       |

| Arbitro: | Spasov |

|             |           |  |
| Amokachi 5’ | Marcatori |  |

| Arbitro: | King |

|                         |           |  |
| Bode 31’ Bockenfeld 59’ | Marcatori |  |

| Arbitro: | D'Elia |

|                      |           |  |
| Allofs 41’ Rufer 54’ | Marcatori |  |

## Statistiche

### Statistiche di squadra
| Competizione           | Punti | In casa | In casa | In casa | In casa | In casa | In casa | In trasferta | In trasferta | In trasferta | In trasferta | In trasferta | In trasferta | Totale | Totale | Totale | Totale | Totale | Totale | DR  |
| Competizione           | Punti | G       | V       | N       | P       | Gf      | Gs      | G            | V            | N            | P            | Gf           | Gs           | G      | V      | N      | P      | Gf     | Gs     | DR  |
| ---------------------- | ----- | ------- | ------- | ------- | ------- | ------- | ------- | ------------ | ------------ | ------------ | ------------ | ------------ | ------------ | ------ | ------ | ------ | ------ | ------ | ------ | --- |
| Bundesliga             | 38    | 19      | 7       | 7       | 5       | 25      | 21      | 19           | 4            | 9            | 6            | 19           | 24           | 38     | 11     | 16     | 11     | 44     | 45     | -1  |
| Coppa di Germania      | -     | 3       | 3       | 0       | 0       | 9       | 2       | 2            | 1            | 1            | 0            | 4            | 2            | 5      | 4      | 1      | 0      | 13     | 4      | +9  |
| Supercoppa di Germania | -     | 0       | 0       | 0       | 0       | 0       | 0       | 2            | 1            | 0            | 1            | 2            | 3            | 2      | 1      | 0      | 1      | 2      | 3      | -1  |
| Coppa delle Coppe      | -     | 5       | 5       | 0       | 0       | 14      | 3       | 4            | 2            | 1            | 1            | 7            | 1            | 9      | 7      | 1      | 1      | 21     | 4      | +17 |
| Totale                 | 38    | 27      | 15      | 7       | 5       | 48      | 26      | 27           | 8            | 11           | 8            | 32           | 30           | 54     | 23     | 18     | 13     | 80     | 56     | +24 |

### Andamento in campionato
| Giornata  | 1  | 2  | 3  | 4 | 5 | 6  | 7 | 8  | 9  | 10 | 11 | 12 | 13 | 14 | 15 | 16 | 17 | 18 | 19 | 20 | 21 | 22 | 23 | 24 | 25 | 26 | 27 | 28 | 29 | 30 | 31 | 32 | 33 | 34 | 35 | 36 | 37 | 38 |
| --------- | -- | -- | -- | - | - | -- | - | -- | -- | -- | -- | -- | -- | -- | -- | -- | -- | -- | -- | -- | -- | -- | -- | -- | -- | -- | -- | -- | -- | -- | -- | -- | -- | -- | -- | -- | -- | -- |
| Luogo     | C  | T  | C  | T | C | T  | C | T  | T  | C  | T  | C  | T  | C  | T  | C  | T  | C  | T  | T  | C  | T  | C  | T  | C  | T  | C  | C  | T  | C  | T  | C  | T  | C  | T  | C  | T  | C  |
| Risultato | N  | P  | N  | V | N | N  | V | P  | P  | V  | N  | V  | P  | V  | P  | P  | V  | V  | P  | V  | P  | N  | N  | V  | N  | N  | N  | P  | N  | V  | N  | V  | N  | P  | N  | N  | N  | P  |
| Posizione | 11 | 14 | 16 | 9 | 9 | 11 | 7 | 11 | 13 | 10 | 10 | 7  | 11 | 7  | 11 | 13 | 10 | 9  | 9  | 6  | 9  | 9  | 9  | 8  | 8  | 8  | 8  | 8  | 8  | 8  | 8  | 8  | 8  | 8  | 9  | 8  | 9  | 9  |

Legenda:

Luogo: C = Casa; T = Trasferta. Risultato: V = Vittoria; N = Pareggio; P = Sconfitta.

### Statistiche dei giocatori
| Giocatore     | Bundesliga | Bundesliga | Bundesliga  | Bundesliga | Coppa di Germania | Coppa di Germania | Coppa di Germania | Coppa di Germania | Supercoppa di Germania | Supercoppa di Germania | Supercoppa di Germania | Supercoppa di Germania | Coppa delle Coppe | Coppa delle Coppe | Coppa delle Coppe | Coppa delle Coppe | Totale   | Totale | Totale      | Totale     |
| Giocatore     | Presenze   | Reti       | Ammonizioni | Espulsioni | Presenze          | Reti              | Ammonizioni       | Espulsioni        | Presenze               | Reti                   | Ammonizioni            | Espulsioni             | Presenze          | Reti              | Ammonizioni       | Espulsioni        | Presenze | Reti   | Ammonizioni | Espulsioni |
| ------------- | ---------- | ---------- | ----------- | ---------- | ----------------- | ----------------- | ----------------- | ----------------- | ---------------------- | ---------------------- | ---------------------- | ---------------------- | ----------------- | ----------------- | ----------------- | ----------------- | -------- | ------ | ----------- | ---------- |
| K. Allofs     | 32         | 8          | 2           | 0          | 3                 | 1                 | 0                 | 0                 | 2                      | 0                      | 0                      | 0                      | 6                 | 2                 | 1                 | 0                 | 43       | 11     | 3           | 0          |
| M. Bester     | 3          | 0          | 0           | 0          | 0                 | 0                 | 0                 | 0                 | 0                      | 0                      | 0                      | 0                      | 2                 | 1                 | 0                 | 0                 | 5        | 1      | 0           | 0          |
| M. Bockenfeld | 25         | 0          | 2           | 0          | 4                 | 1                 | 1                 | 0                 | 1                      | 0                      | 0                      | 0                      | 8                 | 1                 | 1                 | 0                 | 38       | 2      | 4           | 0          |
| M. Bode       | 32         | 12         | 0           | 0          | 4                 | 0                 | 0                 | 0                 | 1                      | 0                      | 0                      | 0                      | 9                 | 3                 | 0                 | 0                 | 46       | 15     | 0           | 0          |
| U. Borowka    | 36         | 1          | 7           | 0          | 5                 | 0                 | 1                 | 0                 | 2                      | 0                      | 0                      | 0                      | 8                 | 0                 | 0                 | 0                 | 51       | 1      | 8           | 0          |
| R. Bratseth   | 34         | 0          | 5           | 0          | 5                 | 1                 | 1                 | 0                 | 1                      | 0                      | 0                      | 0                      | 8                 | 2                 | 0                 | 0                 | 48       | 3      | 6           | 0          |
| D. Eilts      | 37         | 1          | 6           | 0          | 5                 | 0                 | 0                 | 0                 | 2                      | 0                      | 0                      | 0                      | 7                 | 1                 | 1                 | 1                 | 51       | 2      | 7           | 1          |
| U. Harttgen   | 20         | 1          | 2           | 1          | 3                 | 1                 | 0                 | 0                 | 2                      | 0                      | 0                      | 0                      | 2                 | 0                 | 0                 | 0                 | 27       | 2      | 2           | 1          |
| G. Hermann    | 24         | 1          | 2           | 0          | 4                 | 0                 | 0                 | 0                 | 1                      | 0                      | 0                      | 0                      | 6                 | 0                 | 2                 | 0                 | 35       | 1      | 4           | 0          |
| S. Kohn       | 27         | 6          | 4           | 0          | 5                 | 6                 | 1                 | 0                 | 2                      | 0                      | 0                      | 0                      | 5                 | 3                 | 0                 | 0                 | 39       | 15     | 5           | 0          |
| T. Legat      | 25         | 2          | 2           | 0          | 4                 | 0                 | 1                 | 0                 | 2                      | 0                      | 0                      | 0                      | 7                 | 0                 | 0                 | 0                 | 38       | 2      | 3           | 0          |
| F. Neubarth   | 30         | 5          | 8           | 0          | 2                 | 2                 | 0                 | 0                 | 1                      | 0                      | 0                      | 0                      | 7                 | 3                 | 0                 | 0                 | 40       | 10     | 8           | 0          |
| J. Otten      | 13         | 0          | 0           | 0          | 1                 | 0                 | 0                 | 0                 | 0                      | 0                      | 0                      | 0                      | 2                 | 0                 | 1                 | 0                 | 16       | 0      | 1           | 0          |
| O. Reck       | 32         | 0          | 0           | 0          | 4                 | 0                 | 0                 | 0                 | 2                      | 0                      | 0                      | 0                      | 8                 | 0                 | 2                 | 0                 | 46       | 0      | 2           | 0          |
| J. Rollmann   | 7          | 0          | 0           | 0          | 1                 | 0                 | 0                 | 0                 | 0                      | 0                      | 0                      | 0                      | 2                 | 0                 | 0                 | 0                 | 10       | 0      | 0           | 0          |
| W. Rufer      | 29         | 5          | 0           | 0          | 4                 | 1                 | 0                 | 0                 | 2                      | 2                      | 0                      | 0                      | 8                 | 4                 | 0                 | 0                 | 43       | 12     | 0           | 0          |
| G. Sauer      | 0          | 0          | 0           | 0          | 0                 | 0                 | 0                 | 0                 | 0                      | 0                      | 0                      | 0                      | 0                 | 0                 | 0                 | 0                 | 0        | 0      | 0           | 0          |
| T. Schaaf     | 18         | 0          | 1           | 0          | 3                 | 0                 | 0                 | 0                 | 1                      | 0                      | 0                      | 0                      | 6                 | 0                 | 0                 | 0                 | 28       | 0      | 1           | 0          |
| L. Unger      | 0          | 0          | 0           | 0          | 0                 | 0                 | 0                 | 0                 | 0                      | 0                      | 0                      | 0                      | 0                 | 0                 | 0                 | 0                 | 0        | 0      | 0           | 0          |
| M. Votava     | 32         | 0          | 4           | 0          | 3                 | 0                 | 1                 | 0                 | 2                      | 0                      | 0                      | 0                      | 8                 | 1                 | 1                 | 0                 | 45       | 1      | 6           | 0          |
| K. Wenschlag  | 0          | 0          | 0           | 0          | 1                 | 0                 | 0                 | 0                 | 1                      | 0                      | 0                      | 0                      | 0                 | 0                 | 0                 | 0                 | 2        | 0      | 0           | 0          |
| A. Wiedener   | 0          | 0          | 0           | 0          | 0                 | 0                 | 0                 | 0                 | 0                      | 0                      | 0                      | 0                      | 0                 | 0                 | 0                 | 0                 | 0        | 0      | 0           | 0          |
| M. Witossek   | 0          | 0          | 0           | 0          | 0                 | 0                 | 0                 | 0                 | 0                      | 0                      | 0                      | 0                      | 0                 | 0                 | 0                 | 0                 | 0        | 0      | 0           | 0          |
| T. Wolter     | 26         | 1          | 1           | 1          | 2                 | 0                 | 0                 | 0                 | 1                      | 0                      | 0                      | 0                      | 6                 | 0                 | 0                 | 0                 | 35       | 1      | 1           | 1          |
| A. van Lent   | 1          | 0          | 0           | 0          | 0                 | 0                 | 0                 | 0                 | 0                      | 0                      | 0                      | 0                      | 0                 | 0                 | 0                 | 0                 | 1        | 0      | 0           | 0          |